# Aclista prudens
Aclista prudens är en stekelart som beskrevs av Nixon 1957. Aclista prudens ingår i släktet Aclista, och familjen hyllhornsteklar. Arten är reproducerande i Sverige.